# رشته‌کوه آلپ ویکتوریایی
رشته‌کوه آلپ ویکتوریایی (انگلیسی: Victorian Alps) تشکیل‌دهنده بخش جنوبی آلپ استرالیا است که در ایالت ویکتوریا (استرالیا) واقع شده است.